# Бруин, Морис, барон Бруин
Морис ле Бруин (англ. Maurice le Brun; до 1279 — 17 марта 1355) — английский рыцарь, барон Бруин с 1313 года.
Морис ле Бруин был сыном рыцаря и землевладельца Уильяма ле Бруина и его жены Изольды. После смерти отца в 1301 году он унаследовал земли в Дорсете и Гэмпшире. 8 января 1313 года Бруина вызвали в парламент как лорда. С 1300 года он был женат на Мод ле ла Рокеле, дочери Филиппа де ла Рокеле и Джоан, и в этом браке родился сын, сэр Уильям ле Бруин (до 1315—1362). Потомство Мориса по мужской линии существовало до 1466 года, но никого из Бруинов больше не вызывали в парламент.
Морис умер 17 марта 1355 года. Его вдова в 1363 году вышла замуж во второй раз, за сэра Роберта де Марни, но спустя два года развелась. Она умерла в 1394 году.